# Mark I & II
Mark I & II è un album di raccolta del gruppo rock britannico Deep Purple, pubblicato solo nel Regno Unito nel 1973.

## Tracce

### Mark I
Side 1
1. Hush
2. Mandrake Root
3. Why Didn't Rosemary?
4. Hey Joe

Side 2
1. Wring That Neck
2. Emmaretta
3. Help!
4. Chasing Shadows

### Mark II
Side 3
1. Black Night
2. Speed King
3. Strange Kind of Woman
4. Into the Fire
5. When a Blind Man Cries

Side 4
1. Smoke on the Water
2. Woman from Tokyo
3. Highway Star

## Formazione
Mark I
- Rod Evans - voce
- Ritchie Blackmore - chitarra
- Jon Lord - organo, cori
- Nick Simper - basso, voce
- Ian Paice - batteria

Mark II
- Ian Gillan - voce
- Ritchie Blackmore - chitarra
- Jon Lord - tastiera, organo
- Roger Glover - basso, voce
- Ian Paice - batteria, percussioni